# Ragályi Lajos
Kiscsoltói és ragályi Ragályi Lajos (Mezőkövesd, 1857. november 22. – Budapest, 1910. szeptember 9.) ügyvéd, jogi doktor, országgyűlési képviselő.

## Életútja
A gimnáziumot és jogot Budapesten végezte és itt ügyvédi vizsgát tett; ugyanitt nyitotta meg ügyvédi irodáját, de csakhamar megkínáltatván egy vidéki ügyvédi iroda átvételével, Dunaföldvárra költözött. Sopron vármegye nagybaromi kerülete 1892-ben szabadelvű programmal országgyűlési képviselőnek választotta. Mikor a kormány beterjesztette az egyházpolitikai javaslatokat, kilépett a Szabadelvű Pártból. 1896-ban mint pártonkívüli ismét megválasztották. 1899-ben belépett a Szabadelvű Pártba. Tolna vármegye bizottsági tagja és tiszteletbeli ügyésze volt, majd gyakorló ügyvéd Budapesten.

## Művei
- Az új sommás eljárásról, valamint a fizetési meghagyásokról szóló törvény (1883. XVIII. és XIX. t.-cz.) magyarázata és az összes perrendtartási szabályoknak egybeállítása a vonatkozó felsőbb birói határozatokkal. Bpest, 1893. (2. átdolg. és bőv. kiadás. Uo. 1894. Két kötet. Ism. P. Napló 1893. 256. sz.)
- Az örökösödési eljárás (1894. XVI. t.-cz.) magyarázata. Függelékül az örökösödési ügyekre vonatkozó összes illetékszabályok. Egybeállitotta Köcsön Lajos. Uo. 1896
- Egyházpolitikai beszéde. Elmondta a képviselőház 1894. márcz. 3. ülésében. Uo. 1901. (Szószerinti kivonat a képviselőházi Naplóból)